# Primera Liga de Bulgaria
La Primera Liga de Bulgaria o Primera Liga de Fútbol Profesional (First Professional Football League), (en búlgaro: "Първа професионална футболна лига), es la máxima categoría del fútbol búlgaro. El campeonato está compuesto por 16 equipos y es administrado por la Liga de Fútbol Profesional de Bulgaria.
El campeonato fue inaugurado en 1924 con el nombre de Campeonato de Fútbol del Estado Búlgaro (BSFC) y se ha desarrollado en formato de liga desde 1948. Desde entonces, solo once equipos se han coronado campeones de Bulgaria. Los dos clubes más exitosos son el PFC CSKA Sofía (treinta y un campeonatos) y el PFC Levski Sofia (veintiséis campeonatos).
El campeón de Bulgaria participa en la Liga de Campeones de la UEFA desde la segunda ronda clasificatoria. Del segundo al cuarto clasificado disputan las rondas previas de la UEFA Europa League, además del campeón de la Copa de Bulgaria. Los últimos cuatro clasificados descienden a la Segunda Bulgaria B PFG.
El actual campeón es el PFC Ludogorets, que ha ganado los catorce últimos torneos en sus catorce primeras temporadas en la primera división búlgara, algo insólito en las ligas de fútbol de Europa.

## Historia

### Campeonato de Fútbol del Estado Búlgaro
El primer campeonato de fútbol de Bulgaria se inició en 1924 y se jugó en un formato de liga desde 1948. Se realizó un intento de formar la primera división de un sistema de ligas de fútbol en el período de 1937-1940, cuando se creó la División Nacional de Fútbol (en búlgaro: Национална футболна дивизия, Natsionalna Futbolna Diviziya). Hubo 10 equipos que jugaban dos vueltas completas. El equipo que terminó primero en la tabla se convertía en campeón.

### Grupo Republicano de Fútbol

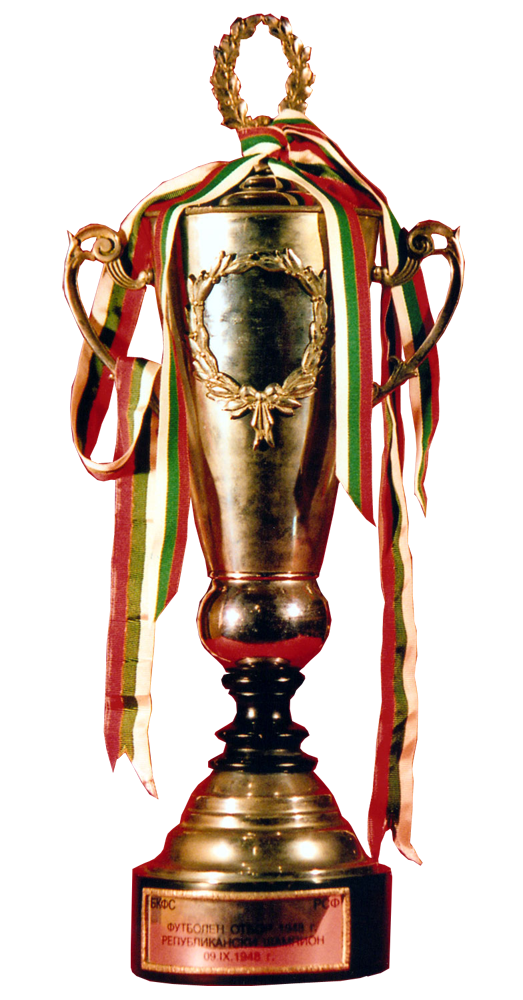
Trofeo republicano de 1948.

En otoño de 1948 comenzó la primera temporada en la historia del Grupo Republicano de Fútbol A (en búlgaro: „А“ Републиканска футболна група, „A“ Republikanska futbolna grupa). En esa temporada 10 equipos participaron en la liga: SC Levski, Septemvri CDV Sofia, FC Lokomotiv Sofia, PFC Slavia y FC Spartak Sofia —de la capital Sofía—, Botev Varna, Slavia Plovdiv, FC Marek, Benkovski Vidin y Luybislav Burgas. El campeón del fútbol del Grupo Republicano de Fútbol A fue el Levski Sofia en la temporada 1948-49.
La temporada 1949-50 de la A RFG no terminó. La liga fue detenido después de que se jugase el primer partido del campeonato. Entonces se decidió que el campeonato de Bulgaria se jugará en el ciclo primavera-otoño, como en la Unión Soviética. En otoño de 1949 se disputaron torneos de clasificación para determinar los equipos que jugarán en la temporada 1950. En las dos temporadas siguientes el número de equipos de la liga se incrementó a 12, para la temporada 1953, los equipos fueron 15 (el equipo 16 fue la selección de Bulgaria). En las temporadas 1954 y 1955, había 14 equipos y para las temporadas 1956 y 1957, 10.
En 1958 el campeonato se detuvo de nuevo como en 1948 después de la primavera a media temporada. Se efectuaron nuevas reorganizaciones y la liga volvió a disputarse en el formato de otoño-primavera. Los equipos solo jugaron una vuelta, pero el CDNA Sofia fue coronado como el campeón de Bulgaria.
Hubo muchas reformas en la liga en el período de 1960 a 2000. Y, por último, se decidió que el número de equipos de la A RFG iba a ser 16.

### Liga Premier de Fútbol Profesional
Los 52 años de tradición del Grupo Republicano de Fútbol A se rompieron finalmente a las puertas del nuevo milenio cuando el Consejo de Administración de la Unión Búlgara de Fútbol decidió hacer profundas reformas. La Liga Premier de Fútbol Profesional (Висша професионална футболна лига, Vissha Profesionalna Futbolna Liga) fue creada en otoño de 2000 con 14 equipos que participan en la competición. Al final de la temporada 2000-01 los dos últimos equipos fueron relegados directamente a la división inferior y el equipo que terminó 12º tuvo la oportunidad de competir por la promoción del lugar que queda en la liga.
Los cambios para la temporada 2001-02 fueron más importantes. El campeonato se dividió en dos fases. En la primera fase los equipos jugaban una temporada regular y cada equipo jugaba dos vueltas. La segunda fase fue una fase de play-off. La liga se dividió a su vez en dos subgrupos. Los equipos que finalizaron en las posiciones de primero a sexto jugaron en un formato de ida y vuelta para determinar el campeón de Bulgaria y los puestos para la UEFA Europa League. Los equipos que finalizaron en las posiciones séptimo-decimocuarto jugaron para salvar la categoría. Este experimento fue probado solo en esa temporada.
En la temporada siguiente, 2002/2003, el campeonato regresó con las mismas normas que el formato de la A RFG, es decir, 14 equipos jugando en un formato de ida y vuelta.

### Grupo Profesional de Fútbol Búlgaro A
Volviendo a las tradiciones de la A RFG se creó el Grupo Profesional de Fútbol Búlgaro A („А“ Професионална футболна група, „A“ Profesionalna Futbolna Grupa). Los reglamentos son bien conocidos - 16 equipos jugando en formato local y visitante durante toda la temporada.
Desde la temporada 2003-04 hasta la presente A PFG, la liga está formada por 16 equipos, cada uno juega dos veces con todos los demás, una primera vez de ida y otra segunda de vuelta. Solo en la segunda mitad de la temporada 2009-10 el campeonato terminó con 15 equipos, porque el PFC Botev tuvo problemas con su presupuesto y no recibió la licencia para seguir jugando en A PFG. Los equipos que iban a jugar contra el Botev Plovdiv ganaron sus partidos, respectivamente, con el resultado de 3-0. En años posteriores, al final de la temporada 2013-2014 fue relegado a la tercera división el histórico PFC CSKA Sofia por problemas fiscales y a mediados de la temporada 2015-2016 fue suspendido el PFC Litex Lovech por retirarse de un partido y finalmente relegado también a la tercera división búlgara.
La A RFG, la Liga Premier y la Liga Profesional presente se presentan desde la historia y estadísticas del fútbol como el Grupo Profesional de Fútbol Búlgaro A, el nivel superior del sistema búlgaro de ligas de fútbol.
Solo hay un equipo que ha terminado una temporada completa del Grupo Profesional de Fútbol Búlgaro A sin derrota. Ese es el club más exitoso en la historia de la Liga Profesional, el PFC CSKA Sofia. Terminaron con 24 victorias y 6 empates de los 30 partidos de temporada 2007-08 cuando se convirtieron en campeones de la cifra récord de 31.ª ligas. El PFC Litex Lovech y el PFC Ludogorets son los dos únicos equipos en la historia del fútbol búlgaro que han ganado el título en el primer año después de su promoción desde B PFG.
En los años de la Liga Profesional se formaron muchos derbis entre los equipos. Los dos grandes derbis en el fútbol búlgaro se conocen como el Derbi Eterno (entre el PFC CSKA Sofia y el PFC Levski Sofia) y el Derbi de Plovdiv (entre el PFC Botev y el PFC Lokomotiv Plovdiv).

## Equipos temporada 2025-2026
| Club               | Ciudad       | Estadio                        | Capacidad |
| ------------------ | ------------ | ------------------------------ | --------- |
| Arda Kardzhali     | Kardzhali    | Arena Arda                     | 15.000    |
| Beroe Stara Zagora | Stara Zagora | Estadio Beroe                  | 12.128    |
| Botev Plovdiv      | Plovdiv      | Estadio Hristo Botev (Plovdiv) | 22.000    |
| Botev Vratsa       | Vratsa       | Estadio Hristo Botev (Vratsa)  | 12.000    |
| Cherno More        | Varna        | Estadio Ticha                  | 8.250     |
| CSKA 1948          | Sofía        | Estadio Bistritsa              | 4.000     |
| CSKA Sofía         | Sofía        | Estadio Nacional Vasil Levski  | 44.000    |
| Dobrudzha Dobrich  | Dobrich      | Druzhba Stadium                | 12.500    |
| Levski Sofia       | Sofía        | Estadio Georgi Asparuhov       | 25.000    |
| Lokomotiv Plovdiv  | Plovdiv      | Estadio Lokomotiv              | 13.220    |
| Lokomotiv Sofía    | Sofía        | Estadio Lokomotiv              | 22.000    |
| Ludogorets Razgrad | Razgrad      | Ludogorets Arena               | 10.422    |
| PFC Montana        | Montana      | Estadio Ogosta                 | 5.000     |
| Septemvri Sofia    | Sofía        | Estadio Nacional Vasil Levski  | 44.000    |
| Slavia Sofia       | Sofía        | Estadio Ovcha Kupel            | 25.556    |
| Spartak Varna      | Varna        | Estadio Spartak                | 10.000    |

## Palmarés
| Temporada                               | Campeón                                       | Subcampeón                                    | Tercero                                       | Máximo goleador                               | Club                                          | Goles                                         |
| Campeonato de Fútbol del Estado Búlgaro | Campeonato de Fútbol del Estado Búlgaro       | Campeonato de Fútbol del Estado Búlgaro       | Campeonato de Fútbol del Estado Búlgaro       | Campeonato de Fútbol del Estado Búlgaro       | Campeonato de Fútbol del Estado Búlgaro       | Campeonato de Fútbol del Estado Búlgaro       |
| --------------------------------------- | --------------------------------------------- | --------------------------------------------- | --------------------------------------------- | --------------------------------------------- | --------------------------------------------- | --------------------------------------------- |
| 1924                                    | Torneo no finalizado                          | Torneo no finalizado                          | Torneo no finalizado                          | Torneo no finalizado                          | Torneo no finalizado                          | Torneo no finalizado                          |
| 1925                                    | SC Vladislav (1)                              | SC Levski                                     |                                               | Bandera de ?                                  |                                               | -                                             |
| 1926                                    | SC Vladislav (2)                              | PFC Slavia                                    |                                               | Bandera de ?                                  |                                               | -                                             |
| 1927                                    | Torneo no finalizado                          | Torneo no finalizado                          | Torneo no finalizado                          | Torneo no finalizado                          | Torneo no finalizado                          | Torneo no finalizado                          |
| 1928                                    | PFC Slavia (1)                                | SC Vladislav                                  |                                               | Bandera de ?                                  |                                               | -                                             |
| 1929                                    | PFC Botev (1)                                 | SC Levski                                     |                                               | Bandera de ?                                  |                                               | -                                             |
| 1930                                    | PFC Slavia (2)                                | SC Vladislav                                  |                                               | Bandera de ?                                  |                                               | -                                             |
| 1931                                    | OSK AS-23 (1)                                 | FC Spartak Varna                              |                                               | Bandera de ?                                  |                                               | -                                             |
| 1932                                    | FC Spartak Varna (1)                          | PFC Slavia                                    |                                               | Bandera de ?                                  |                                               | -                                             |
| 1933                                    | SC Levski (1)                                 | FC Spartak Varna                              |                                               | Bandera de ?                                  |                                               | -                                             |
| 1934                                    | SC Vladislav (3)                              | PFC Slavia                                    |                                               | Bandera de ?                                  |                                               | -                                             |
| 1935                                    | SportKlub Sofia (1)                           | SC Ticha                                      |                                               | Bandera de ?                                  |                                               | -                                             |
| 1936                                    | PFC Slavia (3)                                | SC Ticha                                      |                                               | Bandera de ?                                  |                                               | -                                             |
| 1937                                    | SC Levski (2)                                 | Levski Ruse                                   |                                               | Bandera de ?                                  |                                               | -                                             |
| 1938                                    | SC Ticha (4)                                  | SC Vladislav                                  |                                               | Bandera de ?                                  |                                               | -                                             |
| 1939                                    | PFC Slavia (4)                                | SC Vladislav                                  |                                               | Bandera de ?                                  |                                               | -                                             |
| 1940                                    | ZHSK Sofia (1)                                | SC Levski                                     |                                               | Bandera de ?                                  |                                               | -                                             |
| 1941                                    | PFC Slavia (5)                                | ZHSK Sofia                                    |                                               | Bandera de ?                                  |                                               | -                                             |
| 1942                                    | SC Levski (3)                                 | FK Makedonija Gjorče Petrov                   |                                               | Bandera de ?                                  |                                               | -                                             |
| 1943                                    | PFC Slavia (6)                                | SC Levski                                     |                                               | Bandera de ?                                  |                                               | -                                             |
| 1944                                    | Campeonato suspendido Segunda Guerra Mundial. | Campeonato suspendido Segunda Guerra Mundial. | Campeonato suspendido Segunda Guerra Mundial. | Campeonato suspendido Segunda Guerra Mundial. | Campeonato suspendido Segunda Guerra Mundial. | Campeonato suspendido Segunda Guerra Mundial. |
| 1945                                    | FC Lokomotiv Sofia (2)                        | Sportist Sofia                                |                                               | Bandera de ?                                  |                                               | -                                             |
| 1946                                    | SC Levski (4)                                 | FC Lokomotiv Sofia                            |                                               | Bandera de ?                                  |                                               | -                                             |
| 1947                                    | SC Levski (5)                                 | FC Lokomotiv Sofia                            |                                               | Bandera de ?                                  |                                               | -                                             |
| 1948                                    | Septemvri CDV Sofia (1)                       | SC Levski                                     |                                               | Bandera de ?                                  |                                               | -                                             |
| Liga Nacional de Bulgaria               |                                               |                                               |                                               |                                               |                                               |                                               |
| 1949                                    | SC Levski (6)                                 | Septemvri CDV Sofia                           | FC Lokomotiv Sofia                            | Dimitar Milanov Nedko Nedev                   | Septemvri CDV Sofia PFC Cherno More Varna     | 11                                            |
| 1950                                    | Dinamo Sofia (7)                              | Stroitel Sofia                                | PFC Akademik Sofia                            | Lyubomir Yuranov                              | Dinamo Sofia                                  | 11                                            |
| 1951                                    | CDNV Sofia (2)                                | FC Spartak Sofia                              | Dinamo Sofia                                  | Dimitar Milanov                               | CDNV Sofia                                    | 14                                            |
| 1952                                    | CDNV Sofia (3)                                | FC Spartak Sofia                              | FC Lokomotiv Sofia                            | Dimitar Isakov Dobromir Tashkov               | PFC Slavia FC Spartak Sofia                   | 10                                            |
| 1953                                    | Dinamo Sofia (8)                              | CDNV Sofia                                    | PFC Cherno More Varna                         | Dimitar Minchev                               | OFC Spartak Pleven / VVS Sofia                | 15                                            |
| 1954                                    | CDNA Sofia (4)                                | Udarnik Sofia                                 | FC Lokomotiv Sofia                            | Dobromir Tashkov                              | Udarnik Sofia                                 | 25                                            |
| 1955                                    | CDNA Sofia (5)                                | Udarnik Sofia                                 | FC Spartak Varna                              | Todor Diev                                    | FC Spartak Plovdiv                            | 13                                            |
| 1956                                    | CDNA Sofia (6)                                | Dinamo Sofia                                  | PFC Botev                                     | Pavel Vladimirov                              | FC Minyor Pernik                              | 16                                            |
| 1957                                    | CDNA Sofia (7)                                | FC Lokomotiv Sofia                            | SC Levski                                     | Hristo Iliev Dimitar Milanov                  | SC Levski CDNA Sofia                          | 14                                            |
| 1958                                    | CDNA Sofia (8)                                | SC Levski                                     | OFC Spartak Pleven                            | Georgi Arnaudov Dobromir Tashkov              | FC Spartak Varna PFC Slavia                   | 9                                             |
| 1958-59                                 | CDNA Sofia (9)                                | PFC Slavia                                    | SC Levski                                     | Aleksandar Vasilev                            | PFC Slavia                                    | 13                                            |
| 1959-60                                 | CDNA Sofia (10)                               | SC Levski                                     | FC Lokomotiv Sofia                            | Dimitar Iordanov Lyuben Kostov                | SC Levski FC Spartak Varna                    | 12                                            |
| 1960-61                                 | CDNA Sofia (11)                               | SC Levski                                     | PFC Botev                                     | Ivan Sotirov                                  | PFC Botev                                     | 20                                            |
| 1961-62                                 | CDNA Sofia (12)                               | FC Spartak Plovdiv                            | SC Levski                                     | Nikola Iordanov Todor Diev                    | FC Dunav Ruse FC Spartak Plovdiv              | 23                                            |
| 1962-63                                 | FC Spartak Plovdiv (1)                        | PFC Botev                                     | CDNA Sofia                                    | Todor Diev                                    | FC Spartak Plovdiv                            | 26                                            |
| 1963-64                                 | FC Lokomotiv Sofia (3)                        | SC Levski                                     | PFC Slavia                                    | Nikola Chanev                                 | CDNA Sofia                                    | 26                                            |
| 1964-65                                 | SC Levski (9)                                 | FC Lokomotiv Sofia                            | PFC Slavia                                    | Georgi Asparuhov                              | SC Levski                                     | 27                                            |
| 1965-66                                 | PFC CSKA Sofia (13)                           | SC Levski                                     | PFC Slavia                                    | Traycho Spasov                                | FC Marek                                      | 21                                            |
| 1966-67                                 | PFC Botev (2)                                 | PFC Slavia                                    | SC Levski                                     | Petar Zhekov                                  | PFC Beroe                                     | 21                                            |
| 1967-68                                 | SC Levski (10)                                | PFC CSKA Sofia                                | FC Lokomotiv Sofia                            | Petar Zhekov                                  | PFC Beroe                                     | 31                                            |
| 1968-69                                 | PFC CSKA Sofia (14)                           | SC Levski                                     | PFC Lokomotiv Plovdiv                         | Petar Zhekov                                  | PFC CSKA Sofia                                | 36                                            |
| 1969-70                                 | Levski Spartak Sofia (11)                     | PFC CSKA Sofia                                | PFC Slavia                                    | Petar Zhekov                                  | PFC CSKA Sofia                                | 31                                            |
| 1970-71                                 | PFC CSKA Sofia (15)                           | Levski Spartak Sofia                          | POFC Botev Vratsa                             | Dimitar Yakimov                               | PFC CSKA Sofia                                | 26                                            |
| 1971-72                                 | PFC CSKA Sofia (16)                           | Levski Spartak Sofia                          | PFC Beroe                                     | Petar Zhekov                                  | PFC CSKA Sofia                                | 27                                            |
| 1972-73                                 | PFC CSKA Sofia (17)                           | PFC Lokomotiv Plovdiv                         | PFC Slavia                                    | Petar Zhekov                                  | PFC CSKA Sofia                                | 29                                            |
| 1973-74                                 | Levski Spartak Sofia (12)                     | PFC CSKA Sofia                                | PFC Lokomotiv Plovdiv                         | Petko Petkov Kiril Milanov                    | PFC Beroe Levski Spartak Sofia                | 19                                            |
| 1974-75                                 | PFC CSKA Sofia (18)                           | Levski Spartak Sofia                          | PFC Slavia                                    | Ivan Prityrgov                                | Trakia Plovdiv                                | 20                                            |
| 1975-76                                 | PFC CSKA Sofia (19)                           | Levski Spartak Sofia                          | PFC Akademik Sofia                            | Petko Petkov Pavel Panov                      | PFC Beroe Levski Spartak Sofia                | 18                                            |
| 1976-77                                 | Levski Spartak Sofia (13)                     | PFC CSKA Sofia                                | FC Marek                                      | Pavel Panov                                   | Levski Spartak Sofia                          | 20                                            |
| 1977-78                                 | FC Lokomotiv Sofia (4)                        | PFC CSKA Sofia                                | Levski Spartak Sofia                          | Stoicho Mladenov                              | PFC Beroe                                     | 21                                            |
| 1978-79                                 | Levski Spartak Sofia (14)                     | PFC CSKA Sofia                                | FC Lokomotiv Sofia                            | Rusi Gochev                                   | Levski Spartak Sofia                          | 19                                            |
| 1979-80                                 | PFC CSKA Sofia (20)                           | PFC Slavia                                    | Levski Spartak Sofia                          | Spas Dzhevizov                                | PFC CSKA Sofia                                | 21                                            |
| 1980-81                                 | PFC CSKA Sofia (21)                           | Levski Spartak Sofia                          | Trakia Plovdiv                                | Georgi Slavkov                                | Trakia Plovdiv                                | 31                                            |
| 1981-82                                 | PFC CSKA Sofia (22)                           | Levski Spartak Sofia                          | PFC Slavia                                    | Mihail Valchev                                | Levski Spartak Sofia                          | 24                                            |
| 1982-83                                 | PFC CSKA Sofia (23)                           | Levski Spartak Sofia                          | Trakia Plovdiv                                | Antim Pehlivanov                              | Trakia Plovdiv                                | 20                                            |
| 1983-84                                 | Levski Spartak Sofia (15)                     | PFC CSKA Sofia                                | FC Spartak Varna                              | Eduard Eranosyan                              | PFC Lokomotiv Plovdiv                         | 19                                            |
| 1984-85                                 | Levski Spartak Sofia (16)                     | PFC CSKA Sofia                                | Trakia Plovdiv                                | Plamen Getov                                  | OFC Spartak Pleven                            | 26                                            |
| 1985-86                                 | PFC Beroe (1)                                 | Trakia Plovdiv                                | PFC Slavia                                    | Atanas Paschev                                | Trakia Plovdiv                                | 30                                            |
| 1986-87                                 | CFKA Sredets Sofia (24)                       | Vitosha Sofia                                 | Trakia Plovdiv                                | Nasko Sirakov                                 | Vitosha Sofia                                 | 36                                            |
| 1987-88                                 | Vitosha Sofia (17)                            | CFKA Sredets Sofia                            | Trakia Plovdiv                                | Nasko Sirakov                                 | Vitosha Sofia                                 | 28                                            |
| 1988-89                                 | CFKA Sredets Sofia (25)                       | Vitosha Sofia                                 | FC Etar Veliko Tarnovo                        | Hristo Stoichkov                              | CFKA Sredets Sofia                            | 23                                            |
| 1989-90                                 | PFC CSKA Sofia (26)                           | PFC Slavia                                    | FC Etar Veliko Tarnovo                        | Hristo Stoichkov                              | PFC CSKA Sofia                                | 38                                            |
| 1990-91                                 | FC Etar Veliko Tarnovo (1)                    | PFC CSKA Sofia                                | PFC Slavia                                    | Ivailo Iordanov                               | FC Lokomotiv Gorna Oryahovitsa                | 21                                            |
| 1991-92                                 | PFC CSKA Sofia (27)                           | PFC Levski Sofia                              | PFC Lokomotiv Plovdiv                         | Nasko Sirakov                                 | PFC Levski Sofia                              | 26                                            |
| 1992-93                                 | PFC Levski Sofia (18)                         | PFC CSKA Sofia                                | PFC Botev                                     | Plamen Getov                                  | PFC Levski Sofia                              | 26                                            |
| 1993-94                                 | PFC Levski Sofia (19)                         | PFC CSKA Sofia                                | PFC Botev                                     | Nasko Sirakov                                 | PFC Levski Sofia                              | 30                                            |
| 1994-95                                 | PFC Levski Sofia (20)                         | FC Lokomotiv Sofia                            | PFC Botev                                     | Petar Mihtarski                               | PFC CSKA Sofia                                | 24                                            |
| 1995-96                                 | PFC Slavia (7)                                | PFC Levski Sofia                              | FC Lokomotiv Sofia                            | Ivo Georgiev                                  | FC Spartak Varna                              | 21                                            |
| 1996-97                                 | PFC CSKA Sofia (28)                           | PFC Naftex Burgas                             | PFC Slavia                                    | Todor Pramatarov                              | PFC Slavia                                    | 27                                            |
| 1997-98                                 | PFC Litex Lovech (1)                          | PFC Levski Sofia                              | PFC CSKA Sofia                                | Bonchno Genchev Anton Spassov                 | PFC CSKA Sofia PFC Naftex Burgas              | 17                                            |
| 1998-99                                 | PFC Litex Lovech (2)                          | PFC Levski Sofia                              | FC Levski Kyustendil                          | Dimcho Belyakov                               | PFC Litex Lovech                              | 21                                            |
| 1999-2000                               | PFC Levski Sofia (21)                         | PFC CSKA Sofia                                | FC Velbazhd Kyustendil                        | Misho Mihaylov                                | FC Velbazhd Kyustendil                        | 20                                            |
| 2000-01                                 | PFC Levski Sofia (22)                         | PFC CSKA Sofia                                | FC Velbazhd Kyustendil                        | Georgi Ivanov                                 | PFC Litex Lovech                              | 22                                            |
| 2001-02                                 | PFC Levski Sofia (23)                         | PFC Litex Lovech                              | PFC CSKA Sofia                                | Vladímir Manchev                              | PFC CSKA Sofia                                | 21                                            |
| 2002-03                                 | PFC CSKA Sofia (29)                           | PFC Levski Sofia                              | PFC Litex Lovech                              | Georgi Chilikov                               | PFC Levski Sofia                              | 22                                            |
| 2003-04                                 | PFC Lokomotiv Plovdiv (1)                     | PFC Levski Sofia                              | PFC CSKA Sofia                                | Martin Kamburov                               | PFC Lokomotiv Plovdiv                         | 25                                            |
| 2004-05                                 | PFC CSKA Sofia (30)                           | PFC Levski Sofia                              | PFC Lokomotiv Plovdiv                         | Martin Kamburov                               | PFC Lokomotiv Plovdiv                         | 27                                            |
| 2005-06                                 | PFC Levski Sofia (24)                         | PFC CSKA Sofia                                | PFC Litex Lovech                              | Jose Emilio Furtado Milivoje Novakovic        | PFC CSKA Sofia PFC Litex Lovech               | 16                                            |
| 2006-07                                 | PFC Levski Sofia (25)                         | PFC CSKA Sofia                                | FC Lokomotiv Sofia                            | Cvetan Genkov                                 | FC Lokomotiv Sofia                            | 25                                            |
| 2007-08                                 | PFC CSKA Sofia (31)                           | PFC Levski Sofia                              | FC Lokomotiv Sofia                            | Georgi Hristov                                | PFC Botev                                     | 19                                            |
| 2008-09                                 | PFC Levski Sofia (26)                         | PFC CSKA Sofia                                | PFC Cherno More Varna                         | Martin Kamburov                               | FC Lokomotiv Sofia                            | 17                                            |
| 2009-10                                 | PFC Litex Lovech (3)                          | PFC CSKA Sofia                                | PFC Levski Sofia                              | Wilfried Niflore                              | PFC Litex Lovech                              | 19                                            |
| 2010-11                                 | PFC Litex Lovech (4)                          | PFC Levski Sofia                              | PFC Slavia                                    | Garra Dembélé                                 | PFC Levski Sofia                              | 26                                            |
| 2011-12                                 | PFC Ludogorets (1)                            | PFC CSKA Sofia                                | PFC Levski Sofia                              | Ivan Stoyanov Júnior Moraes                   | PFC Ludogorets PFC CSKA Sofia                 | 16                                            |
| 2012-13                                 | PFC Ludogorets (2)                            | PFC Levski Sofia                              | PFC CSKA Sofia                                | Basile de Carvalho                            | PFC Levski Sofia                              | 19                                            |
| 2013-14                                 | PFC Ludogorets (3)                            | PFC CSKA Sofia                                | PFC Litex Lovech                              | Wilmar Jordán Martin Kamburov                 | PFC Litex Lovech PFC Lokomotiv Plovdiv        | 20                                            |
| 2014-15                                 | PFC Ludogorets (4)                            | PFC Beroe                                     | FC Lokomotiv Sofia                            | Antonio Salas Quinta                          | PFC Levski Sofia                              | 14                                            |
| 2015-16                                 | PFC Ludogorets (5)                            | PFC Levski Sofia                              | PFC Beroe                                     | Martin Kamburov                               | PFC Lokomotiv Plovdiv                         | 18                                            |
| 2016-17                                 | PFC Ludogorets (6)                            | PFC CSKA Sofia                                | PFC Levski Sofia                              | Claudiu Keșerü                                | PFC Ludogorets                                | 22                                            |
| 2017-18                                 | PFC Ludogorets (7)                            | PFC CSKA Sofia                                | PFC Levski Sofia                              | Claudiu Keșerü                                | PFC Ludogorets                                | 26                                            |
| 2018-19                                 | PFC Ludogorets (8)                            | PFC CSKA Sofia                                | PFC Levski Sofia                              | Dylan Kevin                                   | PFC Ludogorets                                | 24                                            |
| 2019-20                                 | PFC Ludogorers (9)                            | PFC CSKA Sofia                                | PFC Slavia Sofia                              | Martin Kamburov                               | PFC Beroe                                     | 18                                            |
| 2020-21                                 | PFC Ludogorers (10)                           | PFC Lokomotiv Plovdiv                         | PFC CSKA Sofia                                | Claudiu Keșerü                                | PFC Ludogorets                                | 17                                            |
| 2021-22                                 | PFC Ludogorets (11)                           | PFC CSKA Sofia                                | PFC Botev                                     | Pieros Sotiriou                               | PFC Ludogorets                                | 17                                            |
| 2022-23                                 | PFC Ludogorets (12)                           | PFC CSKA Sofia                                | CSKA 1948 Sofia                               | Pieros Sotiriou                               | PFC Ludogorets                                | 17                                            |
| 2023-24                                 | PFC Ludogorets (13)                           | PFC Cherno More Varna                         | PFC CSKA Sofia                                | Aleksandar Kolev                              | FC Krumovgrad                                 | 15                                            |
| 2024-25                                 | PFC Ludogorets (14)                           | PFC Levski Sofía                              | PFC Cherno More Varna                         | Leandro Godoy                                 | PFC Beroe Stara Zagora                        | 19                                            |

## Títulos por club
| Club                            | Títulos | Subcamp. | Años de los campeonatos |
| ------------------------------- | ------- | -------- | --- |
| PFC CSKA Sofia                  | 31      | 27       | 1948, 1951, 1952, 1954, 1955, 1956, 1957, 1958, 1959, 1960, 1961, 1962, 1966, 1969, 1971, 1972, 1973, 1975, 1976, 1980, 1981, 1982, 1983, 1987, 1989, 1990, 1992, 1997, 2003, 2005, 2008 |
| PFC Levski Sofia                | 26      | 31       | 1933, 1937, 1942, 1946, 1947, 1949, 1950, 1953, 1965, 1968, 1970, 1974, 1977, 1979, 1984, 1985, 1988, 1993, 1994, 1995, 2000, 2001, 2002, 2006, 2007, 2009                               |
| PFC Ludogorets                  | 14      | -        | 2012, 2013, 2014, 2015, 2016, 2017, 2018, 2019, 2020, 2021, 2022, 2023, 2024, 2025 |
| PFC Slavia                      | 7       | 10       | 1928, 1930, 1936, 1939, 1941, 1943, 1996 |
| FC Lokomotiv Sofia (ZHSK Sofia) | 4       | 6        | 1940, 1945, 1964, 1978 |
| PFC Litex Lovech                | 4       | 1        | 1998, 1999, 2010, 2011 |
| PFC Cherno More Varna           | 4       | 6        | 1925, 1926, 1934, 1938 |
| PFC Botev                       | 2       | 2        | 1929, 1967 |
| PFC Lokomotiv Plovdiv           | 1       | 2        | 2004 |
| FC Spartak Varna                | 1       | 1        | 1932 |
| FC Spartak Plovdiv †            | 1       | 1        | 1963 |
| PFC Beroe                       | 1       | 1        | 1986 |
| OSK AS-23 †                     | 1       | -        | 1931 |
| SportKlub Sofia †               | 1       | -        | 1935 |
| FC Etar Veliko Tarnovo †        | 1       | -        | 1991 |

- PFC CSKA Sofia (Incluye Septemvri CDV, CDNV, CDNA y CFKA Sredets)
- PFC Levski Sofia (Incluye Dinamo, Levski Spartak y Vitosha)
- PFC Slavia Sofia (Incluye Stroitel y Udarnik)
- PFC Botev Plovdiv (Incluye Trakia)
- † Equipo desaparecido.

## Títulos por ciudad
Campeones búlgaros por ciudades.
| Ciudad         | Títulos | Clubes |
| -------------- | ------- | --- |
| Sofia          | 70      | PFC CSKA Sofia (31), PFC Levski Sofia (26), PFC Slavia (7), FC Lokomotiv Sofia (4), OSK AS-23 (1), SportKlub Sofia (1) |
| Razgrad        | 14      | PFC Ludogorets (14) |
| Varna          | 5       | PFC Cherno More Varna (4), FC Spartak Varna (1)                                                                        |
| Plovdiv        | 4       | PFC Botev (2), PFC Lokomotiv Plovdiv (1), FC Spartak Plovdiv (1)                                                       |
| Lovech         | 4       | PFC Litex Lovech (4)                                                                                                   |
| Stara Zagora   | 1       | PFC Beroe (1) |
| Veliko Tarnovo | 1       | FC Etar Veliko Tarnovo (1)                                                                                             |

## Estadísticas

### Equipos
- Más veces campeón — PFC CSKA Sofia — 31 veces
- Más temporadas jugadas en primera división — PFC Levski Sofia, que participó en las 83 temporadas hasta hoy.
- Menos temporadas jugadas en primera división — Benkovski Vidin, FC Pavlikeni, FC Rozova Dolina Kazanlak, Akademik Varna, Olimpik Teteven, PFC Nesebar y PFC Chernomorets Burgas Sofia, cada uno jugó solo una temporada en el torneo.
- Más triunfos en la misma temporada — PFC Levski Sofia — 26 partidos ganados de 36 partidos jugados durante la temporada 2001/02.
- Menos triunfos en la misma temporada — Torpedo Ruse (perdió 22 partidos durante 1951) y Rakovski Ruse y PFC Chernomorets Burgas Sofia (perdieron 30 partidos durante la temporada 1996/97), ninguno de los dos equipos ganó un solo partido en esas temporadas.
- Más derrotas en la misma temporada — Rakovski Ruse y PFC Chernomorets Burgas Sofia — 29 (de los 30 partidos jugados en la temporada 1996/97)
- Menos derrotas en la misma temporada — FC Spartak Sofia (ganó 22 partidos durante 1951), PFC Levski Sofia (ganó 18 partidos durante 1948/49), PFC CSKA Sofia (luego CDNA; ganó 11 partidos en el año 1958) y PFC CSKA Sofia (ganó 24 partidos y empató 6 en 2007-08), ninguno perdió un solo partido en esas temporadas.
- Más goles a favor en la misma temporada — PFC Levski Sofia — 96 goles en 30 partidos durante la temporada 2006/07
- Menos goles a favor en la misma temporada — Rakovski Ruse, PFC Chernomorets Burgas Sofia (perdió 30 partidos durante 1996/97), Torpedo Ruse (perdió 22 partidos durante 1951) y PFC Cherno More Varna (perdió 11 partidos durante 1968), todos ellos sólo marcaron 8 goles en esas temporadas.
- Más goles en contra en la misma temporada — PFC Chernomorets Burgas Sofia — 131 (en 30 partidos jugados durante 2006/07)
- Menos goles en contra en la misma temporada — PFC CSKA Sofia (luego CDNA; en 22 partidos durante 1951) y FC Spartak Sofia (en 22 partidos durante 1951) solo recibieron 7 goles en contra en esas temporadas.
- Mayor triunfo — PFC CSKA Sofia 12:0 Torpedo Ruse en 1951.

### Jugadores
- Más veces campeón — Manol Manolov con PFC CSKA Sofia — 12 veces
- Más partidos jugados en la división — Marin Bakalov — 454 partidos para PFC Botev, PFC CSKA Sofia, FC Spartak Plovdiv, FC Maritsa y Olimpik Teteven.
- Más goles en la división — Petar Zhekov — 253 goles; 8 para Himik Dimitrovgrad, 101 para PFC Beroe y 144 para PFC CSKA Sofia.
- Más goles en la misma temporada — Hristo Stoichkov — 38 goles para PFC CSKA Sofia durante la temporada 1989/90.
- Más goles en el mismo partido — Petar Mihaylov (con el PFC CSKA Sofia contra Torpedo Ruse en 1951), Ivo Georgiev (con el FC Spartak Varna contra FC Spartak Plovdiv en 1995/96) y Todor Pramatarov (con el PFC Slavia contra Rakovski Ruse en 1996/97), cada uno convirtió 6 goles en un solo partido.

## Clasificación histórica
- Clasificación histórica de la Liga A de Bulgaria desde 1948 hasta finalizada la temporada 2020-21.
| Pos | Equipo                         | Temp. | PJ   | PG   | PE  | PP  | GF   | GC   | Dif.  | Pts  |
| --- | ------------------------------ | ----- | ---- | ---- | --- | --- | ---- | ---- | ----- | ---- |
| 1   | PFC Levski Sofia               | 73    | 2115 | 1237 | 487 | 391 | 4059 | 1881 | +2168 | 3486 |
| 2   | PFC CSKA Sofia                 | 72    | 2082 | 1265 | 477 | 340 | 4241 | 1788 | +2453 | 3422 |
| 3   | PFC Slavia Sofia               | 72    | 2085 | 890  | 496 | 689 | 3093 | 2446 | +647  | 2650 |
| 4   | PFC Lokomotiv Sofia            | 64    | 1835 | 770  | 460 | 605 | 2644 | 2215 | +429  | 2279 |
| 5   | PFC Botev Plovdiv              | 66    | 1924 | 736  | 451 | 737 | 2759 | 2658 | +101  | 2170 |
| 6   | PFC Lokomotiv Plovdiv          | 60    | 1788 | 701  | 414 | 673 | 2431 | 2422 | +9    | 2126 |
| 7   | PFC Cherno More Varna          | 57    | 1670 | 594  | 428 | 648 | 1989 | 2106 | -117  | 1868 |
| 8   | PFC Beroe Stara Zagora         | 54    | 1621 | 562  | 376 | 683 | 1988 | 2308 | -320  | 1724 |
| 9   | PFC Litex Lovech               | 20    | 608  | 354  | 123 | 131 | 1113 | 552  | +561  | 1149 |
| 10  | FC Spartak Varna               | 43    | 1202 | 378  | 270 | 554 | 1385 | 1829 | -444  | 1144 |
| 11  | PFC Minyor Pernik              | 38    | 1055 | 330  | 248 | 477 | 1175 | 1594 | -419  | 1000 |
| 12  | PFC Spartak Pleven             | 35    | 994  | 314  | 245 | 435 | 1150 | 1511 | -361  | 886  |
| 13  | POFC Botev Vratsa              | 31    | 941  | 315  | 205 | 421 | 1161 | 1405 | -244  | 875  |
| 14  | FC Chernomorets Burgas         | 29    | 866  | 277  | 188 | 401 | 1057 | 1410 | -353  | 775  |
| 15  | PFC Ludogorets Razgrad         | 10    | 332  | 210  | 77  | 45  | 668  | 234  | +433  | 751  |
| 16  | FC Pirin Blagoevgrad           | 26    | 786  | 244  | 195 | 347 | 841  | 1067 | -226  | 750  |
| 17  | FC Dunav Ruse                  | 29    | 828  | 255  | 204 | 369 | 878  | 1262 | -384  | 746  |
| 18  | PFC Marek Dupnitsa             | 29    | 838  | 251  | 177 | 410 | 920  | 1374 | -454  | 737  |
| 19  | FC Etar Veliko Tarnovo         | 24    | 726  | 264  | 161 | 301 | 951  | 1043 | -92   | 731  |
| 20  | OFC Sliven 2000                | 25    | 750  | 246  | 164 | 340 | 906  | 1109 | -203  | 675  |
| 21  | PFC Neftochimic Burgas         | 14    | 430  | 171  | 83  | 176 | 600  | 567  | +33   | 575  |
| 22  | PFC Akademik Sofia             | 18    | 505  | 163  | 136 | 206 | 589  | 676  | -87   | 467  |
| 23  | FC Spartak Plovdiv             | 17    | 441  | 158  | 121 | 162 | 562  | 581  | -19   | 455  |
| 24  | FC Dobrudzha Dobrich           | 14    | 414  | 126  | 82  | 206 | 448  | 682  | -234  | 411  |
| 25  | FC Spartak Sofia               | 15    | 377  | 135  | 124 | 118 | 456  | 416  | +40   | 394  |
| 26  | OFC Belasitsa Petrich          | 12    | 368  | 116  | 68  | 184 | 377  | 590  | -213  | 360  |
| 27  | PSFC Chernomorets Burgas       | 7     | 218  | 92   | 53  | 73  | 288  | 223  | +65   | 329  |
| 28  | FC Velbazhd Kyustendil         | 7     | 201  | 98   | 27  | 76  | 299  | 269  | +30   | 314  |
| 29  | FC Lokomotiv Gorna Oryahovitsa | 10    | 304  | 102  | 59  | 143 | 310  | 462  | -152  | 291  |
| 30  | PFC Montana                    | 10    | 310  | 70   | 71  | 169 | 291  | 488  | -197  | 281  |
| 31  | PFC Shumen 2010                | 7     | 212  | 61   | 38  | 113 | 219  | 368  | -149  | 201  |
| 32  | PFC Pirin Blagoevgrad          | 6     | 178  | 53   | 41  | 84  | 189  | 254  | -65   | 200  |
| 33  | FC Yantra Gabrovo              | 7     | 214  | 65   | 50  | 99  | 239  | 332  | -93   | 174  |
| 34  | OFC Vihren Sandanski           | 4     | 118  | 38   | 14  | 66  | 117  | 173  | -56   | 128  |
| 35  | PFC Haskovo                    | 7     | 212  | 52   | 31  | 129 | 210  | 400  | -190  | 139  |
| 36  | SFC Etar Veliko Tarnovo        | 4     | 125  | 34   | 36  | 53  | 129  | 184  | -55   | 138  |
| 37  | PFC Septemvri Sofia            | 5     | 142  | 37   | 31  | 74  | 165  | 266  | -101  | 130  |
| 38  | PFC Vidima-Rakovski Sevlievo   | 5     | 150  | 28   | 36  | 86  | 126  | 271  | -145  | 120  |
| 39  | PFC Rodopa Smolyan             | 4     | 118  | 31   | 17  | 70  | 106  | 194  | -88   | 110  |
| 40  | OFC Akademik Svishtov          | 4     | 120  | 36   | 26  | 58  | 136  | 195  | -59   | 97   |
| 41  | FC Vereya Stara Zagora         | 3     | 102  | 24   | 19  | 59  | 73   | 183  | -110  | 91   |
| 42  | PFC Maritsa Plovdiv            | 4     | 120  | 28   | 25  | 67  | 129  | 225  | -126  | 89   |
| 43  | FC Arda Kardzhali              | 2     | 60   | 21   | 24  | 17  | 70   | 72   | -2    | 85   |
| 44  | FC Tundzha Yambol              | 3     | 97   | 28   | 22  | 47  | 98   | 152  | -57   | 78   |
| 45  | Zavod 12 Sofia                 | 3     | 74   | 23   | 27  | 24  | 72   | 80   | -8    | 73   |
| 46  | FC Metalurg Pernik             | 2     | 58   | 22   | 6   | 30  | 60   | 77   | -17   | 72   |
| 47  | FC Tsarsko Selo Sofia          | 2     | 61   | 18   | 14  | 29  | 60   | 85   | -25   | 68   |
| 48  | FC Hebar Pazardzhik            | 3     | 86   | 20   | 21  | 45  | 85   | 141  | -56   | 68   |
| 49  | PFC Lokomotiv Mezdra           | 2     | 60   | 17   | 13  | 30  | 69   | 89   | -20   | 64   |
| 50  | PFC Pirin Gotse Delchev        | 2     | 68   | 16   | 8   | 44  | 62   | 148  | -86   | 56   |
| 51  | FC Vitosha Bistritsa           | 3     | 93   | 12   | 17  | 64  | 58   | 166  | -108  | 53   |
| 52  | FC CSKA 1948 Sofia             | 1     | 31   | 12   | 11  | 8   | 41   | 34   | +7    | 47   |
| 53  | VVS Sofia                      | 2     | 54   | 13   | 21  | 20  | 60   | 63   | -3    | 47   |
| 54  | Stroitel Sofia                 | 2     | 50   | 13   | 18  | 19  | 47   | 53   | -6    | 44   |
| 55  | FC Kaliakra Kavarna            | 2     | 60   | 10   | 11  | 39  | 45   | 117  | -72   | 41   |
| 56  | Cherveno Zname Sofia           | 2     | 40   | 13   | 13  | 14  | 46   | 50   | -4    | 39   |
| 57  | FC Rilski Sportist Samokov     | 2     | 56   | 11   | 6   | 39  | 51   | 116  | -65   | 39   |
| 58  | Olimpik Teteven                | 1     | 30   | 11   | 2   | 17  | 26   | 50   | -24   | 35   |
| 59  | Rakovski Ruse                  | 2     | 60   | 9    | 6   | 45  | 41   | 151  | -110  | 33   |
| 60  | Torpedo Pleven                 | 3     | 66   | 9    | 14  | 43  | 48   | 137  | -89   | 32   |
| 61  | Akademik Varna                 | 1     | 28   | 9    | 7   | 12  | 26   | 43   | -17   | 25   |
| 62  | FC Dimitrovgrad                | 1     | 30   | 8    | 6   | 16  | 32   | 66   | -34   | 21   |
| 63  | FC Lyubimets                   | 1     | 38   | 6    | 3   | 29  | 35   | 104  | -69   | 21   |
| 64  | Himik Dimitrovgrad             | 1     | 30   | 7    | 6   | 17  | 36   | 60   | -24   | 20   |
| 65  | OFC Nesebar                    | 1     | 30   | 5    | 5   | 20  | 26   | 63   | -37   | 20   |
| 66  | FC Rozova Dolina Kazanlak      | 1     | 30   | 7    | 5   | 18  | 30   | 53   | -23   | 19   |
| 67  | FC Sportist Svoge              | 1     | 30   | 5    | 4   | 21  | 23   | 59   | -36   | 19   |
| 68  | Slavia Plovdiv                 | 1     | 18   | 4    | 8   | 6   | 16   | 21   | -5    | 16   |
| 69  | FC Pavlikeni                   | 1     | 26   | 5    | 4   | 17  | 12   | 45   | -33   | 14   |
| 70  | FC Etar 1924 Veliko Tarnovo    | 1     | 30   | 4    | 4   | 22  | 20   | 75   | -55   | 13   |
| 71  | OFC Bdin Vidin                 | 1     | 18   | 2    | 4   | 12  | 13   | 35   | -22   | 8    |
| 72  | PFC Svetkavitsa Targovishte    | 1     | 30   | 1    | 5   | 24  | 8    | 71   | -63   | 8    |
| 73  | FC Conegliano German           | 1     | 30   | 0    | 1   | 29  | 8    | 131  | -123  | -2   |

## Estadísticas de jugadores

### Máximos goleadores

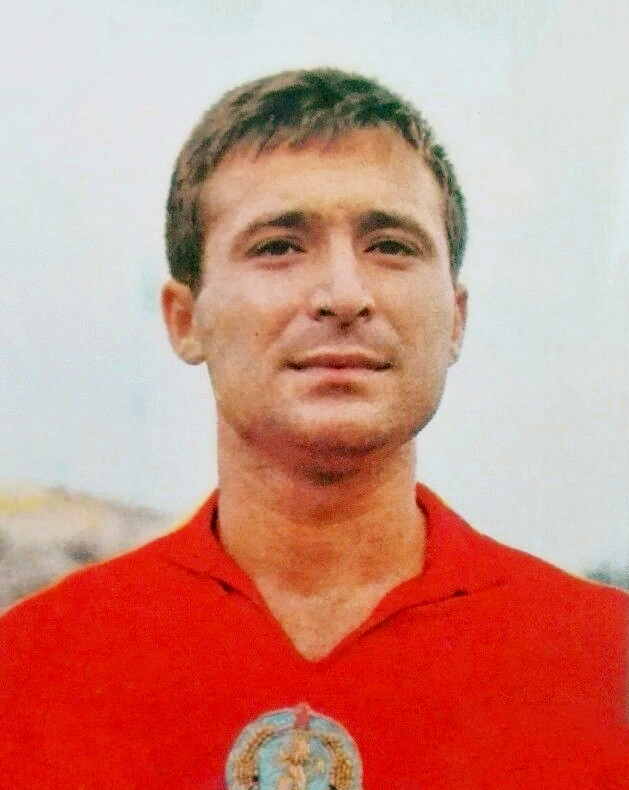
Petar Zhekov es el segundo máximo goleador de todos los tiempos en la Primera Liga con 253 goles

| Pos.                          | Jugador            | Periodo   | Goles |
| ----------------------------- | ------------------ | --------- | ----- |
| 1                             | Martin Kamburov    | 1998–2021 | 256   |
| 2                             | Petar Zhekov       | 1962–1975 | 253   |
| 3                             | Nasko Sirakov      | 1980–1998 | 196   |
| 4                             | Dinko Dermendzhiev | 1959–1978 | 194   |
| 5                             | Hristo Bonev       | 1964–1984 | 185   |
| 6                             | Plamen Getov       | 1977–1998 | 164   |
| 7                             | Nikola Kotkov      | 1956–1971 | 163   |
| 8                             | Stefan Bogomilov   | 1962–1976 | 162   |
| 9                             | Petar Mihtarski    | 1982–2001 | 158   |
| 10                            | Petko Petkov       | 1968–1980 | 152   |
| En negrita: jugador en activo |                    |           |       |

### Partidos
| Pos.                                       | Jugador            | Partidos |
| ------------------------------------------ | ------------------ | -------- |
| 1                                          | Georgi Iliev       | 461      |
| 2                                          | Martin Kamburov    | 456      |
| 3                                          | Marin Bakalov      | 454      |
| 4                                          | Dinko Dermendzhiev | 447      |
| 5                                          | Viden Apostolov    | 444      |
| 6                                          | Todor Marev        | 422      |
| 7                                          | Hristo Bonev       | 410      |
| 8                                          | Zapryan Rakov      | 403      |
| 9                                          | Malin Orachev      | 398      |
| 10                                         | Todor Yanchev      | 395      |
| 11                                         | Dimitar Mladenov   | 389      |
| 11                                         | Yordan Todorov     | 389      |
| En negrita: actualmente jugando en A Group |                    |          |